# Jiří Dvořáček
Jiří Dvořáček (* 8. Juni 1928 in Vamberk, Tschechoslowakei; † 22. März 2000 in Prag, Tschechien) war ein tschechischer Komponist, Organist und Hochschullehrer.

## Leben
Jiří Dvořáček wurde in eine musikalische Familie in der Kleinstadt Vamberk (deutsch Wamberg) östlich von Pardubice und Hradec Králové geboren. 1943–1947 lernte er Orgel am Prager Konservatorium bei  Jan Bedřich Krajs und Jiří Reinberger sowie Komposition bei Emil Hlobil und Zdeňko Hůla. 1947–1949 arbeitete er als Musiklehrer in Vrchlabí und Slaný und Organist am Krematorium Prag–Strašnice, ehe er 1949 ein Kompositionsstudium bei Jaroslav Řídký an der Akademie der musischen Künste in Prag (AMU) begann, das er ab 1951 bei  Václav Dobiáš fortsetzte und 1953 mit seiner Sinfonie Nr. 1 abschloss. In der Folge arbeitete er selbst 38 Jahre lang an der AMU. 1960 wurde er Assistenzprofessor, 1968 außerordentlicher Professor, 1973–1976 war er Dekan der Musikfakultät, 1979–1989 leitete er als Professor die Kompositionsabteilung. Zu Dvořáčeks Schülern gehörten u. a. Eduard Douša, Jan Grossman, Petr Hannig, Pavel Hrabánek, Zbyněk Matějů, Michal Novenko, Štěpán Rak, Vojtěch Saudek, Jan Vičar und Evžen Zámečník.
Dvořáček war seit 1952 aktives Mitglied und 1987–1989 Vorsitzender im Verband tschechischer Komponisten und Konzertkünstler, Mitglied beim Tschechischen Musikfonds und in der Urheberrechtsschutzunion. Zu den erhaltenen Auszeichnungen zählte 1983 der Titel eines „Verdienten Künstlers“ (Zasloužilý umělec). Dvořáčeks Frau Jarmila war akademische Malerin und Grafikerin, ihr Sohn Jan (* 1958) wurde Kunstfotograf. Jiří Dvořáčeks künstlerischer Nachlass befindet sich im Musikmuseum des Tschechischen Nationalmuseums.

## Werke (Auswahl)

### Oper
- Die Insel der Aphrodite. Libretto: Jiří Dvořáček nach dem gleichnamigen Stück von Alexis Parnis (1967)[1][2]

### Kantate
- Ich lebe und singe. Kantate nach Texten von Jan Kříž, Bertolt Brecht, Vítězslav Nezval, Nicholas Vachel Lindsay, Jacques Prévert, Karel Tomášek und Jan Noha für Mezzosopran, Tenor, Erzähler, Chor, Kinderchor und Orchester (1978)

### Orchester
- Sinfonie Nr. 1 (1953)
- Sinfonische Suite (1958)
- Konzertante Suite (1962)
- Sinfonietta Quattro Episodi (1970–1971)
- Giubilo (1983)
- Sinfonie Nr. 2 (1985–1986)

### Soloinstrument und Orchester
- Ex Post. Sinfonischer Satz für Klavier und Orchester (1963)
- Invenzioni für Posaune und kleines Orchester (1967)
- Konzert für Violine und Orchester (1989)
- Romanze für Violine und Orchester „zu Ehren von Bohuslav Martinů“ (1989)

### Duo und Kammermusik
- Variationen für Klavier und Bläserquintett (1952)
- Sonata capricciosa für Violine und Klavier (1956)
- Meditationen für Klarinette und Schlagzeug (1964)
- Klarinetten-Meditationen. Neufassung für Klarinette, Klavier und Schlagzeug (1976, rev. 1984)
- Due per duo. Zwei Rondos für Horn und Klavier (1970)
- Quintett für Blechbläser (1973)
- Dramatische Dialoge für Bassklarinette und Klavier (1977)
- Tema con variazioni für Posaune und Klavier (1980)
- Prager Metamorphosen für Bläserquintett (1981)
- Drei Sätze für Streichquartett (1990)
- Kurzweilige Spiele für Violine und Akkordeon (1990)
- Trio für Klarinette, Violine und Klavier (1994)

### Instrument solo
- April-Skizzen für Klavier (1955)
- Sonatina di bravura für Klavier (1960)
- Sonate für Orgel (1979)
- Sonate für Akkordeon (1979)
- Neun Impressionen für Klavier (1992)
- Fünfmal zum Schweigen. Miniaturbilder für Klavier (1999)

### Lied
- Morgenmonologe nach Worten von Vlastimil Maršíček, Jiří Havel und Karel Šiktanc für Bariton und Klavier (ursprünglicher Titel: Gesänge in „C“, 1959)
- Auch durch mich lebt Amerika!. Sieben Lieder nach Versen von Langston Hughes für Frauen- und Männerstimme, Trompete und Klavier (1966)
- Ring aus Gras. Vier Lieder nach Worten von Jarmila Urbánková für Sopran und Klavier (1975)

Zudem weitere Kammermusik, Lieder, Chorsätze, Volksliedarrangements, Tanzmusik u. a.